# Grandisonia larvata
Grandisonia larvata es una especie de anfibio gimnofión de la familia Caeciliidae.
Es endémica de las islas Seychelles: se halla en las islas de Mahé, Praslin, La Digue, Félicité, Sainte Anne y Silhouette.
Sus hábitats naturales incluyen bosques secos tropicales, montanos secos, ríos, marismas de agua dulce, corrientes intermitentes de agua dulce, plantaciones, jardines rurales y zonas previamente boscosas ahora muy degradadas.